# Georg Schwinghammer
Georg Schwinghammer (* 1916 in Algund, Südtirol; † 02. Februar 1999 in Dillenburg) war ein deutscher Journalist.

## Leben
Georg Schwinghammer ist im Bereich der
k.u.k.-Donaumonarchie aufgewachsen. In Bozen und Innsbruck, später im tschechischen Eger, ging er zur Schule. Schon früh engagierte er sich in der Jugendabteilung der Sozialdemokratischen Arbeiterpartei der Tschechoslowakei. Als Mitarbeiter beim Karlsbader Volkswillen begann er fast gleichzeitig eine Tätigkeit als zunächst nebenamtlicher Journalist. 1935/37 volontierte er bei der liberalen und deutschsprachigen Tageszeitung Prager Presse. Prag war zu der Zeit Treffpunkt vieler aus Deutschland vor den Nationalsozialisten geflohener Politiker und Schriftsteller, so dass Schwinghammer viele Kontakte knüpfen konnte. Bis zum Einmarsch der deutschen Wehrmacht 1938 war Schwinghammer zum Wirtschaftsredakteur aufgestiegen. Dann folgte 1938 die Einstellung des Blattes durch die Nationalsozialisten und 1939 das reichsschrifttumskammerliche Berufsverbot für Schwinghammer.
Ende 1946 kam Schwinghammer nach Wetzlar, ging zur Neuen Wetzlarer Zeitung und leitete die Außenredaktion in Dillenburg, wohin er auch seinen Wohnsitz verlegte. 1961 wechselt er in der Zentrale der Zeitungsgruppe Lahn-Dill an die Spitze der Ressorts Politik und Nachrichten, die er bis 1980 leitete, ab 1976 wurde er Geschäftsführender Redakteur der Zeitung.
1947 war er Gründungsmitglied des Verband der Berufsjournalisten in Hessen (heute DJV Hessen) und war als Obmann des Wetzlarer Ortsverbandes tätig. Von 1967 bis 1987 war Schwinghammer in wechselnden Funktionen im Landesvorstand tätig und zusätzlich Vorsitzender der Schlichtungskommission.
Von 1977 bis 1985 war er Mitglied des Deutschen Presserates und auch für längere Zeit Vorsitzender dessen Beschwerdeausschusses. Von ihm stammte der Vorschlag, die schwache finanzielle Lage des Selbstkontrollgremiums, dass per Bundesgesetz zur Gewährleistung der Unabhängigkeit des Beschwerdeausschusses ein Zuschuss erhielt (in Höhe von zunächst 80.000 DM pro Jahr), durch einen Presseratspfennig pro Jahr und Auflage zu finanzieren. Dafür fand sich keine Mehrheit.
Obwohl er 1980 in Wetzlar in den Ruhestand ging, war er noch von 1982 bis 1992 freiberuflicher Chefredakteur der in Frankfurt am Main erscheinenden Zeitschrift Tribüne, in der es um ein besseres Verständnis des Judentums ging.

## Ehrungen
- Bundesverdienstkreuz der Ersten Klasse[3]
- 1981: Träger der Wilhelm-Leuschner-Medaille der Hessischen Landesregierung[1]
- 2. September 1989: Ehrenmitglied im Hessischen Journalisten-Verband (heute DJV Hessen)[1]